# Хосидэ, Акихико

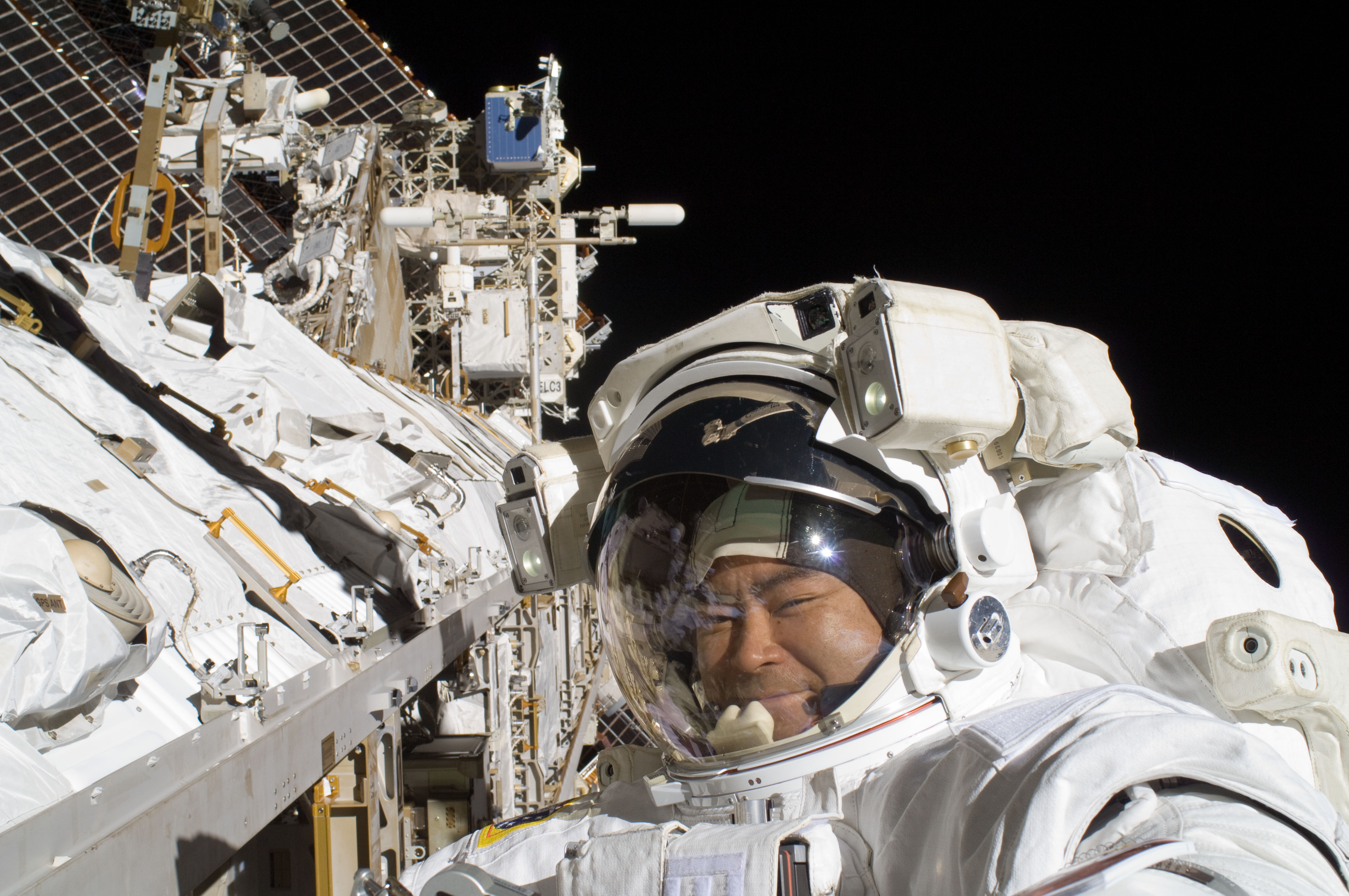
Выход в открытый космос; 2012 год

Акихико Хоси́дэ (яп. 星出 彰彦 Хосидэ Акихико, род. 28 декабря 1968, район Сэтагая, город Токио) — японский космонавт. С марта 2021 является рекордсменом по времени проведенному в открытом космосе среди японцев.

## Биография
Акихико Хосидэ изучал машиностроение в Университете Кэйо (степень бакалавра в 1992 году), затем — теорию воздушных и космических полётов в университете Хьюстона (степень магистра в 1997 году). Был принят в японское агентство исследований космического пространства JAXA в качестве кандидата в космонавты. В 1992 году Хосидэ поступил на работу в NASDA (National Space Development Agency of Japan, Национальное агентство космического развития Японии); в течение двух лет участвовал в разработке ракеты-носителя H-II в бюро агентства в Нагое. С 1994 по 1999 год работал инженером по тренировочным программам в Бюро космонавтов.
В феврале 1999 года Хосидэ был выбран одним из трёх японских космонавтов, которые должны были участвовать в проектах на Международной космической станции. В апреле того же года приступил к тренировкам, завершившимся в январе 2001 года. С апреля 2001 года Хосидэ вновь принимал участие в расширенных тренировках и участвовал в усовершенствовании космической лаборатории «Кибо» и ракеты-носителя H-IIA.
В мае 2004 года Хосидэ завершил подготовку как инженер-пилот космического корабля «Союз» в Центре подготовки космонавтов им. Ю. А. Гагарина в Звёздном городке, и до февраля 2006 года проходил подготовку в Космическом центре имени Линдона Джонсона для полётов на кораблях программы Спейс Шаттл и работы на МКС.
31 мая 2008 года Акихико Хосидэ совершил свой первый полёт в космос на корабле Discovery (полёт STS-124). Главной целью этой экспедиции было установить и запустить в действие японскую исследовательскую лабораторию «Кибо». При этом Хосидэ выступал как представитель Японского космического агентства. STS-124 был вторым из трёх полётов, задачей которых был монтаж и приведение в действие «Кибо». Длительность его составила 13 дней 18 часов и 13 минут.
18 ноября 2009 года стало известно, что Хосидэ будет членом экипажей космических экспедиций МКС-32 и МКС-33. Он снова отправился на МКС 15 июля 2012 года на борту корабля «Союз ТМА-05М». Четырёхмесячная экспедиция успешно завершилась 19 ноября 2012 года. Время полёта составило 126 суток 23 часа 13 минут 34 секунды.
В июле 2014 года Хосидэ участвовал в миссии НАСА по операциям в экстремальной окружающей среде (NEEMO 18).
В марте 2018 года JAXA объявило о выборе в составе члена долговременной экспедиции МКС-64/-65, с назначением на должность командира МКС во время МКС-65. Начало обучения к экспедиции запланировано на осень 2019 года, запуск на май 2020 года.
Статистика
| № | Стартовый корабль          | Старт, UTC        | Экспедиция  | Корабль посадки            | Посадка, UTC      | Налёт                       | Выходы в открытый космос | Время в открытом космосе |
| - | -------------------------- | ----------------- | ----------- | -------------------------- | ----------------- | --------------------------- | ------------------------ | ------------------------ |
| 1 | Discovery STS-124          | 31.05.2008, 21:02 | STS-124     | Дискавери STS-124          | 14.06.2008, 15:15 | 13 суток 18 часов 13 минут  | 0                        | 0                        |
| 2 | Союз ТМА-05М               | 15.07.2012, 02:40 | МКС-32 / 33 | Союз ТМА-05М               | 19.11.2012, 01:53 | 126 суток 23 часа 13 минут  | 3                        | 21 час 23 минуты         |
| 3 | SpaceX Crew 2 C206 Индевор | 23.04.2021, 09:49 | МКС-65/66   | SpaceX Crew 2 C206 Индевор | 09.11.2021, 03:33 | 199 суток 17 часа 44 минут  | 1                        | 6 часов 58 минут         |
|   |                            |                   |             |                            |                   | 340 суток 11 часов 41 минут | 4                        | 28 час 17 минут          |

## Личная жизнь
Увлечения: регби, плавание, путешествия, полёты, гитара. Радиолюбитель с позывным KE5DNI.